# Sinobdella
Genre
Sinobdella est un genre de poissons d'eau douce de la famille des Mastacembelidae. Le placement de ce genre a été débattu. Il est placé dans la famille des Mastacembelidae en tant que genre sœur au reste de la famille. Cette espèce a été placée en tant que membre de la famille Chaudhuriidae, mais la preuve de cette relation n’est pas forte. Ce genre est monotypique et regroupe donc qu’une seule espèce de poissons. Ce poisson est une espèce subtropicale.
L’espèce ce rencontre dans les rivières de Chine, Taïwan et au Vietnam. Il peut atteindre 211 mm mais mesure en moyenne 190 mm. Il habite les rivières, se nourrissant de larves, d’insectes, de vers et de crustacés.

## Liste d'espèces
Selon World Register of Marine Species (4 août 2023) :
- Sinobdella sinensis (Bleeker, 1870)

## Systématique
Le nom valide complet (avec auteur) de ce taxon est Sinobdella Kottelat & Lim, 1994,.

## Étymologie
Le nom générique, Sinobdella, est la combinaison de Sino-, la Chine (dont cette espèce est originaire), et bdella, abréviation du genre  Rhynchobdella où cette espèce avait été initialement classée.

## Publication originale
- Maurice Kottelat et Kelvin K. P. Lim, « Diagnoses of two new genera and three new species of earthworm eels from the Malay Peninsula and Borneo (Teleostei: Chaudhuriidae) », Ichthyological Exploration of Freshwaters, Verlag Dr. Friedrich Pfeil (d), vol. 5, no 2,‎ juin 1994, p. 181-190 (ISSN 0936-9902).